# Juan Jesús Valverde
Juan Jesús Valverde, nascut a Arenas de San Pedro (província d'Àvila), és un actor espanyol.

## Biografia
Inicia la seva trajectòria en els teatres de Cambra i Universitaris de Santiago de Compostel·la i Madrid. Es llicencia en la Reial Escola Superior d'Art Dramàtic de Madrid. Continua la seva carrera realitzant cursos de Manyaga i Mimodrama amb Antonio Malonda, interpretació amb Miguel Narros i cursos de poesia i vers clàssic amb l'actor Manuel Dicenta. A partir de 1969 s'incorpora al teatre i al cinema professional de la mà d'Adolfo Marsillach, on ha desenvolupat el seu treball com a actor. Ha estat ajudant de direcció del teatre Municipal de Madrid, del Grup Teatre 70, (dirigit per Adolfo Marsillach) i director de “lectures escèniques” en la SGAE, FNAC i Puente Cultural. Com a actor ha interpretat més 100 estrenes teatrals, 65 pel·lícules i 600 programes de TV, que marquen la seva sòlida trajectòria professional. Va estar nominat als premis Goya i als Premis de la Unió de Actores, va ser professor de l'Escola de Cinematografia i Audiovisuals de la Comunitat de Madrid, i va publicar el llibre Los pasos de un actor a Editorial Ariel (Grupo Planeta) sobre la seva història i experiència professional. El seu segon llibre va ser El misterio del actor. En l'actualitat investiga i treballa en la preparació del seu pròxim llibre, que versarà sobre la història del cinema espanyol del segle xx.

## Filmografia
- Azul y no tan rosa (2012) .... Paco
- Holmes & Watson. Madrid Days (2012)...Forense
- Los muertos no se tocan, nene (2011) ...Alcalde
- Martes de Carnaval (2009)... El Circunspecto
- El libro de las aguas (2008)... El tío Braulio
- Escenas de matrimonio (2008)... Ricardo Valcárcel
- Mujeres invisibles (2007) ... Metge
- Aguas mil (2007) ... Paco
- La que se avecina (2007, 2009) ... Jaime Romaní
- Las 13 rosas (2007).... El jutge
- Concursante (2007) .... El Encargado
- No digas nada (2007) .... El profe de Mates
- Un Franco, 14 pesetas (2006) .... Anselmo 'El Guarro'
- Queridos reyes magos (2005)
- XXL (2004) .... Ricardo
- Tiovivo c. 1950 (2004)...L'escriptor
- Hotel Danubio (2003) .... Comissari
- Pacto de brujas (2003) .... El Jutge Campillo
- Primer y último amor (2002) .... Don Cosme
- Terca vida (2000) .... Juan...
- Yoyes (2000) .... Ministre de l'interior
- Un minuto antes de medianoche (1999) .... Rellotger
- Las ratas (1998) .... Justo
- Siempre hay un camino a la derecha (1997) .... Delegat de serveis
- Tranvía a la Malvarrosa (1997) ... Manuel (Pare)
- Demasiado caliente para ti (1996) .... Cambrer
- Nadie hablará de nosotras cuando hayamos muerto (1995) .... Propietari
- Tatiana, la muñeca rusa (1995) .... Pablo
- Yo me bajo en la próxima, ¿y usted? (1992) ... El Gallego
- El maestro de esgrima (1992) .... Antonio Carreño
- Solo o en compañía de otros (1991) .... Justo
- Hay que zurrar a los pobres (1991) ... El Vagabundo
- Yo soy ésa (1990) ... El Joyero
- La forja de un rebelde (1990)
- Cazador de recompensas (1989) .... Lugareño joven
- El pañuelo de mármol (1989)... El Relojero
- El Lute II: mañana seré libre (1988) ... El Coronel
- Jarrapellejos (1988) ... Gregorio
- El Señor de los Llanos (1987) .... Apolonio
- Redondela (1987) .... Barbosa
- Hace quince años (1987)
- Pasa la vida (1987) ... Curtmetratge
- Tata mía (1986) .... Laín
- El disputado voto del señor Cayo (1986)... Arturo González
- Werther (1986)... El Juez
- Bandera negra (1986) .... Cordomí
- Manuel y Clemente (1986) .... Manuel
- Crimen en familia (1985) .... Valls
- El caso Almería (1984) .... El soplon
- Hablamos esta noche (1982) .... Ingeniero
- Asesinato en el Comité Central (1982) .... El alcalde
- Copia cero (1982) .... Ayudante de dirección
- Sobrenatural (1981) ... El Sacerdote
- Sus años dorados (1980) .... Germán
- Otra vez adiós (1980) .... El quinielista
- Dolores (1980)
- Maravillas (1981) .... Jefe de Ventas
- Gary Cooper, que estás en los cielos (1980) ... El restaurador
- Memorias de Leticia Valle (1980) ... El Cura
- El crimen de Cuenca (1980) .... Jáuregui
- Perro de alambre (1978) ... Quijano
- El diputado (1978) ... Policía
- Borrasca (1978) ... Pablo
- Las truchas (1978) .... Juan Alberto
- Flor de santidad (1973) .... Prior

## Nominacions
- Nominat als premis Goya per Las ratas (1998), d'Antonio Giménez-Rico.[3]
- Nominat als Premis de la Unión de Actores (2007) per El libro de las aguas, d'Antonio Giménez-Rico.